# Kámbos (Símos, Étolie-Acarnanie)
Kámbos (grec moderne : Κάμπος) est une localité située dans le dème de Naupactie, dans le district régional d'Étolie-Acarnanie, dans la périphérie de Grèce-Occidentale, en Grèce.
Selon le recensement de 2021, elle compte 11 habitants.